# Unione Sportiva Vigor Senigallia Calcio Femminile 2005-2006
Questa pagina raccoglie i dati riguardanti l'Unione Sportiva Vigor Senigallia Calcio Femminile nelle competizioni ufficiali della stagione 2005-2006.

## Stagione
Nella stagione 2005-2006 il Vigor Senigallia ha disputato il campionato di Serie A, massima serie del campionato italiano femminile di calcio, concludendo al quinto posto con 35 punti conquistati in 22 giornate, frutto di 11 vittorie, 2 pareggi e 9 sconfitte. Nella Coppa Italia è sceso in campo sin dal primo turno: sorteggiato nel girone 5, ha concluso al terzo posto, venendo così eliminato dalla competizione.

## Organigramma societario
Organigramma societario come da sito ufficiale.
Area direttiva
- Presidente: Giuliano Giulianelli
- Vice presidente: Claudio Giulianelli
- Consigliere: Gianfranco Gattel
- Consigliere: Ciro Domenico Irmici
- Consigliere: Floriano Pesaresi

Area tecnica
- Direttore sportivo: Carmelo Candido
- Allenatore: Antonio Censi
- Allenatore in seconda: Mauro Rotatori
- Preparatore atletico: Marta Mencarelli
- Preparatore dei portieri: Gordon Magi

Area sanitaria
- Medico sociale: Mauro Antognini
- Massaggiatori: Paola Bartolani

## Rosa
Rosa come da sito ufficiale e come da almanacco.
| N. |                   | Ruolo | Calciatrice         |
| -- | ----------------- | ----- | ------------------- |
|    | Italia (bandiera) | P     | Silvia Bastianoni   |
|    | Italia (bandiera) | P     | Tamara Bellini      |
|    | Italia (bandiera) | P     | Carla Brunozzi      |
|    | Italia (bandiera) | P     | Ilaria Minetti      |
|    | Italia (bandiera) | D     | Federica Biondi     |
|    | Italia (bandiera) | D     | Chiara Breccia      |
|    | Italia (bandiera) | D     | Simona Crobu        |
|    | Italia (bandiera) | D     | Claudia Dulbecco    |
|    | Italia (bandiera) | D     | Micaela Macchniz    |
|    | Italia (bandiera) | D     | Valeria Magrini     |
|    | Italia (bandiera) | D     | Alessandra Pagnetti |
|    | Italia (bandiera) | D     | Raffaella Perri     |
|    | Italia (bandiera) | D     | Eva Valeri          |
|    | Italia (bandiera) | D     | Veronica Verri      |

| N. |                   | Ruolo | Calciatrice               |
| -- | ----------------- | ----- | ------------------------- |
|    | Italia (bandiera) | C     | Diletta Cremonesi         |
|    | Italia (bandiera) | C     | Martina Mencaccini        |
|    | Italia (bandiera) | C     | Patrizia Pongetti         |
|    | Italia (bandiera) | C     | Elisa Rosciani (Capitano) |
|    | Italia (bandiera) | C     | Romina Sbrescia           |
|    | Italia (bandiera) | C     | Sonia Sdogati             |
|    | Italia (bandiera) | C     | Agnese Vandini            |
|    | Italia (bandiera) | A     | Daniela Caruso            |
|    | Italia (bandiera) | A     | Fulvia Dulbecco           |
|    | Italia (bandiera) | A     | Jessica Giulianelli       |
|    | Italia (bandiera) | A     | Ausilia Donatella Irmici  |
|    | Italia (bandiera) | A     | Silvia Tagliabracci       |
|    | Italia (bandiera) | A     | Evelyn Vicchiarello       |

## Calciomercato
| Acquisti | Acquisti            | Acquisti           | Acquisti |
| R.       | Nome                | da                 | Modalità |
| -------- | ------------------- | ------------------ | -------- |
| D        | Claudia Dulbecco    | Matuziana Sanremo  |          |
| C        | Romina Sbrescia     | Packcenter Imolese |          |
| A        | Fulvia Dulbecco     | Matuziana Sanremo  |          |
| A        | Evelyn Vicchiarello | Girls Roseto       |          |

| Cessioni | Cessioni          | Cessioni | Cessioni |
| R.       | Nome              | a        | Modalità |
| -------- | ----------------- | -------- | -------- |
| D        | Raffaella Manieri | Torino   |          |

## Risultati

### Serie A

#### Girone di andata
| Arbitro: | Mondin (Treviso) |

|                          |           |  |
| Balconi 18’ Paliotti 22’ | Marcatori |  |

| Senigallia 15 ottobre 2005 2ª giornata                  | Vigor Senigallia | 1 – 2 referto | Agliana | Stadio Goffredo Bianchelli |
| \| \| \| \| \| Tagliabracci 40’, 58’ \| Marcatori \| \| |                  |               |         |                            |
|                                                         |                  |               |         |                            |
| Tagliabracci 40’, 58’                                   | Marcatori        |               |         |                            |

| Arbitro: | Diego Calvi (Milano) |

|              |           |                                   |
| Panico 90+3’ | Marcatori | 50’ Vicchiarello 80’ Tagliabracci |

| Arbitro: | Angelini (Ascoli Piceno) |

|  |           |                        |
|  | Marcatori | 45’ Camporese 85’ Boni |

| Arbitro: | Nurchi |

|  |           |                                                             |
|  | Marcatori | 5’, 18’, 31’ Tagliabracci 9’, 48’ Vicchiarello 84’ Dulbecco |

| Arbitro: | Podestà (Rimini) |

|                       |           |             |
| Vicchiarello 23’, 78’ | Marcatori | 25’ Perelli |

| Arbitro: | D'Angelo |

|                                         |           |             |
| F. Dulbecco 43’ Vecchiarello 54’ (rig.) | Marcatori | 32’ Mangili |

| Arbitro: | Marco Bellotti (Verona) |

|  |           |                                         |
|  | Marcatori | 11’ C. Dulbecco 73’ (rig.) Vecchiarello |

| Arbitro: | Guglini (Bologna) |

|                                                       |           |  |
| Magrini 22’, 39’ Vicchiarello 25’ Pongetti 46’ (rig.) | Marcatori |  |

| Arbitro: | Guido Operato |

|                |           |  |
| Colasuonno 11’ | Marcatori |  |

| Senigallia 28 gennaio 2006 11ª giornata            | Vigor Senigallia | 1 – 0 referto | Torres Terra Sarda | Stadio Goffredo Bianchelli |
| \| \| \| \| \| Vicchiarello 13’ \| Marcatori \| \| |                  |               |                    |                            |
|                                                    |                  |               |                    |                            |
| Vicchiarello 13’                                   | Marcatori        |               |                    |                            |

#### Girone di ritorno
| Arbitro: | Amadio (Macerata) |

|                          |           |                                         |
| Rosciani 4’ Dulbecco 31’ | Marcatori | 37’ (rig.) D'Adda 53’, 65’, 93’ Gazzoli |

| Arbitro: | Michele Chiantini (Pisa) |

|                                       |           |                               |
| Fuselli 38’ Ciardelli 45+1’ Mauro 83’ | Marcatori | 52’ Pagnetti 61’ Tagliabracci |

| Arbitro: | Mattia Treossi |

|                  |           |                             |
| Tagliabracci 25’ | Marcatori | 6’ Pasqui 90+1’ De Vincenzo |

| Arbitro: | Dal Cin (Chiari) |

|                                 |           |  |
| Gabbiadini 50’, 61’ Brumana 73’ | Marcatori |  |

| Arbitro: | Ballarino |

|                                                                           |           |  |
| Vicchiarello 17’, 81’ Porcu 35’ (aut.) Rosciani 43’ Tagliabracci 71’, 84’ | Marcatori |  |

| Arbitro: | Scrimi |

|             |           |                  |
| Marsico 53’ | Marcatori | 87’ Vicchiarello |

| Arbitro: | Fanton |

|  |           |                       |
|  | Marcatori | 67’, 85’ Tagliabracci |

| Senigallia 1º maggio 2006, ore 15:00 CEST 19ª giornata   | Vigor Senigallia | 1 – 1 referto | Reggiana | Stadio comunale (ca. 100 spett.) |
| \| \| \| \| \| Dulbecco 2’ \| Marcatori \| 27’ Nasuti \| |                  |               |          |                                  |
|                                                          |                  |               |          |                                  |
| Dulbecco 2’                                              | Marcatori        | 27’ Nasuti    |          |                                  |

| Arbitro: | Dal Cin (Conegliano) |

|                      |           |  |
| Donà 47’ Bologna 65’ | Marcatori |  |

| Arbitro: | Giacomozzi (Sarno) |

|                            |           |  |
| Tagliabracci 47’, 74’, 77’ | Marcatori |  |

| Arbitro: | Scanu (Oristano) |

|                               |           |              |
| Guarino 20’, 67’ Pedersen 83’ | Marcatori | 58’ Dulbecco |

### Coppa Italia

#### Primo turno
Girone 5
| Arbitro: | Ronchi (Lodi) |

|  |           |              |
|  | Marcatori | 65’ Pongetti |

## Statistiche

### Statistiche di squadra
| Competizione | Punti | In casa | In casa | In casa | In casa | In casa | In casa | In trasferta | In trasferta | In trasferta | In trasferta | In trasferta | In trasferta | Totale | Totale | Totale | Totale | Totale | Totale | DR  |
| Competizione | Punti | G       | V       | N       | P       | Gf      | Gs      | G            | V            | N            | P            | Gf           | Gs           | G      | V      | N      | P      | Gf     | Gs     | DR  |
| ------------ | ----- | ------- | ------- | ------- | ------- | ------- | ------- | ------------ | ------------ | ------------ | ------------ | ------------ | ------------ | ------ | ------ | ------ | ------ | ------ | ------ | --- |
| Serie A      | 35    | 11      | 7       | 1       | 3       | 24      | 11      | 11           | 4            | 1            | 6            | 16           | 16           | 22     | 11     | 2      | 9      | 40     | 27     | +13 |
| Coppa Italia | -     | 2       | 1       | 0       | 1       | 3       | 1       | 2            | 1            | 1            | 0            | 1            | 0            | 4      | 2      | 1      | 1      | 4      | 1      | +3  |
| Totale       | -     | 13      | 8       | 1       | 4       | 27      | 12      | 13           | 5            | 2            | 6            | 17           | 16           | 26     | 13     | 3      | 10     | 44     | 28     | +16 |

### Andamento in campionato
| Giornata  | 1 | 2 | 3 | 4 | 5 | 6 | 7 | 8 | 9 | 10 | 11 | 12 | 13 | 14 | 15 | 16 | 17 | 18 | 19 | 20 | 21 | 22 |
| --------- | - | - | - | - | - | - | - | - | - | -- | -- | -- | -- | -- | -- | -- | -- | -- | -- | -- | -- | -- |
| Luogo     | T | C |   |   | T |   |   | T | C |    | C  |    |    |    |    | C  | C  | T  |    | T  |    | T  |
| Risultato | P | P |   |   | V |   |   | V | V |    | V  |    |    |    |    | V  |    | P  |    | P  |    | P  |
| Posizione |   |   |   |   |   |   |   |   |   |    |    |    |    |    |    |    |    |    |    |    |    | 5  |

Legenda:

Luogo: C = Casa; T = Trasferta. Risultato: V = Vittoria; N = Pareggio; P = Sconfitta.

### Statistiche delle giocatrici
| Giocatore       | Serie A  | Serie A | Serie A     | Serie A    | Coppa Italia | Coppa Italia | Coppa Italia | Coppa Italia | Totale   | Totale | Totale      | Totale     |
| Giocatore       | Presenze | Reti    | Ammonizioni | Espulsioni | Presenze     | Reti         | Ammonizioni  | Espulsioni   | Presenze | Reti   | Ammonizioni | Espulsioni |
| --------------- | -------- | ------- | ----------- | ---------- | ------------ | ------------ | ------------ | ------------ | -------- | ------ | ----------- | ---------- |
| E. Vicchiarello | 22       | ?       | ?           | ?          | ?            | ?            | ?            | ?            | 22+      | ?      | ?           | ?          |